# Luiz Felipe Lampreia

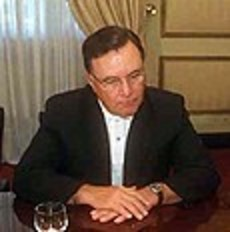
Luiz Felipe Lampreia (1997)

Luiz Felipe Palmeira Lampreia (* 19. Oktober 1941 in Rio de Janeiro; † 2. Februar 2016 ebenda) war ein brasilianischer Diplomat und Außenminister.

## Leben
Luiz Felipe Lampreia ist der Sohn von João Gracie Lampreia. 1961 schloss er ein Studium an der Pontifícia Universidade Católica do Rio de Janeiro ab. Er trat am 7. November 1963 in den auswärtigen Dienst ein. Von 1977 bis 1979 leitete er die Öffentlichkeitsarbeit des Ministeriums. 1979 war er Gesandtschaftsrat und Geschäftsträger in Washington, D.C. Von 1979 bis 1981 war er Nachrückdirektor für die Sonderziehungsrechte der brasilianischen Regierung bei der Inter-American Development Bank. Von 10. Oktober 1983 bis 1984 war er Botschafter in Paramaribo. 1988 bis 1990 leitete er die Abteilung bilaterale Politik. 1992 war er Botschafter in Lissabon. Von 1992 bis 1993 war er Generalsekretär des Ministeriums. Mitte 1993 war er in der Regierung von Itamar Franco Außenminister. Von 1995 bis 12. Januar 2001 war er in der Regierung von Fernando Henrique Cardoso Außenminister. Seit seiner Versetzung in den Ruhestand gehörte er zum Lehrkörper der Escola Superior de Propaganda e Marketing (ESPM-Rio).